# Фотоника
Фотониката е наука за светлината (фотоните), нейното образуване, засичане и манипулиране чрез излъчване, предаване, модулиране, усилване и обработване. Въпреки че покриват всичките технически приложения на светлината по целия електромагнитен спектър, повечето приложения на фотониката са в диапазона на видимата светлина.
Фотониката в същността си е аналог на електрониката, която вместо електрони, използва фотони. Тя се занимава с фотонните технологии за обработка на сигналите, което е свързано със значително по-малко енергийни загуби. Тя е тясно свързана с оптиката. Съвременната фотоника е свързана с квантовата оптика, оптомеханиката, оптоелектрониката и квантовата електроника.
Фотониката се заражда като наука с първите практични полупроводникови източници на светлина и лазерите през 1960-те години. Терминът започва да се употребява широко през 1980-те години във връзка с популяризирането на оптическото предаване на данни в телекомуникационни мрежи.